# Via delle Botteghe Oscure
Via delle Botteghe Oscure es una calle en el centro de Roma, que separa los rioni de Sant'Angelo y Pigna. Conecta via d'Aracoeli con piazza Calcari.

## Historia
Debe su nombre a las numerosas actividades comerciales y artesanales sin ventanas, por tanto oscuras (en italiano: Ad Apothecas Obscuras), que durante la Edad Media se asentaron en las ruinas del Teatro de Balbo. La señalización vial indica que la calle debe su nombre «a los arcos del teatro, una vez semienterrados, ya la cripta de Balbo».
Después de la Segunda Guerra Mundial se hizo conocida por la sede del Partido Comunista Italiano (el llamado Bottegone) en el número 4. El edificio fue construido después de las demoliciones de 1938 en un terreno ya ocupado por edificios pertenecientes a la familia Margani.
En el número 31 de la calle se encuentra la entrada al público del museo de la Cripta de Balbo. Frente al número cívico 32, se encuentra la entrada al Palazzo Caetani de la primera mitad del siglo XVI construido por Alessandro de la familia Mattei, que ha sido la sede de la Fundación Camillo Caetani desde 1963. El edificio, de 1948 a 1960, fue la sede de la redacción de la revista literaria cosmopolita Botteghe Oscure, dirigida por Marguerite Caetani y editada por Giorgio Bassani. Uno de los cruces de Via delle Botteghe Oscure es Via Caetani, donde se encontró el cuerpo de Aldo Moro.

## Monumentos
A lo largo de la carretera de via d'Aracoeli, se encuentran estos monumentos de interés histórico y artístico:
- El hospicio e iglesia de Santo Stanislao dei Polacchi
- Porticus Minucia
- Zona arqueológica con restos de un templo identificado con el templo de las Ninfas.
- Convento di Santa Maria in Castro Aureo
- Cripta de Balbo
- Palazzo Ginnasi
- Palacio Mattei Caetani
- Edículo de la Madonna delle Botteghe Oscure